# Devil’s Ring and Finger

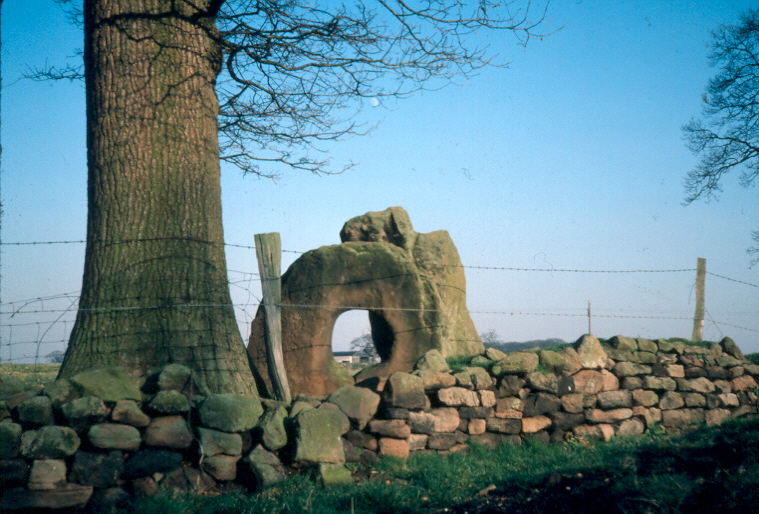
Devil’s Ring and Finger in Staffordshire

Als Devil’s Ring and Finger (deutsch „Teufels Ring und Finger“) werden zwei Menhire in Staffordshire in der Region West Midlands in England bezeichnet. Es handelt sich dabei um einen breiten, ringförmigen Lochstein und einen Menhir.
In der Mitte des Lochsteins befindet sich ein in neolithischer Zeit von Menschenhand eingearbeitetes rundes Loch von etwa 50 cm Durchmesser. Der mehr als 1,8 m über den Erdboden aufragende Menhir, ist von tiefen Rillenkarren geprägt.
Die Steine befinden sich nahe der Ortschaft Mucklestone wenige Kilometer nordöstlich der Stadt Market Drayton in Shropshire. Das Denkmal ist nicht beschildert und nur über Feldwege zu erreichen. Auf den Feldern in der Umgebung liegen zahlreiche weitere, umgestürzte Menhire. Megalithanlagen sind in den Midlands selten und archäologisch kaum untersucht.
Es handelt sich bei den beiden Steinen vermutlich um die Reste eines Kammergrabs oder einer Megalithformation wie Mên-an-Tol in Cornwall. Die Steine befinden sich nicht mehr in ihrer ursprünglichen Position, sondern wurden an die westliche Begrenzung des Parks von Oakley Hall versetzt, einem Englischen Landschaftsgarten aus dem Jahr 1710.